# Comuna Breznički Hum, Varaždin
Breznički Hum este o comună în cantonul Varaždin, Croația, având o populație de 1.356 de locuitori (2011).

## Demografie
Componența etnică a comunei Breznički Hum
     Croați (99,41%)
     Necunoscut (0,07%)
     Neclasificat (0,29%)
Componența confesională a comunei Breznički Hum
     Catolici (98,45%)
     Necunoscută (0,44%)
     Alte religii (1,11%)
Conform recensământului din 2011, comuna Breznički Hum avea 1.356 de locuitori. Din punct de vedere etnic, majoritatea locuitorilor (99,41%) erau croați. Apartenența etnică nu este cunoscută în cazul a 0,07% din locuitori. Din punct de vedere confesional, majoritatea locuitorilor (98,45%) erau catolici. Pentru 0,44% din locuitori nu este cunoscută apartenența confesională.